# نوفيليو كوزين
نوفيل كويزين (Nouvelle cuisine) والتي تعني بالفرنسية المطبخ الجديد والتي تشير إلى طريقة جديدة في تحضير الصحون. جاء هذا المطبخ خلفا للمطبخ الفرنسي السابق المسمى الهوت كوزين (Haute cuisine) الذ حمل في طياته توجها نحو الأطعمة الأقل دسما واحتواء على الدهون كما أظهر أهتماما أكبر نحو كيفية إعداد الصحون بطرق أكثر جماليا بدلا من الكلاسيكية. أخترع المصطلح على يد ناقد الأطعمة هنري جاولت وزميليه أندري جايت وكريستيان ميلاو في دليل مطعم جديد سمي جاولت - ميلاو أو كما سمي بالفرنسية Le Nouveau Guide.